# Amphiura triaina
Amphiura triaina är en ormstjärneart som beskrevs av Alexander Michailovitsch Djakonov 1954. Amphiura triaina ingår i släktet Amphiura och familjen trådormstjärnor. Inga underarter finns listade i Catalogue of Life.